# Futbol'nyj Klub Rostov 2013-2014
Questa voce raccoglie le informazioni riguardanti il Rostov nelle competizioni ufficiali della stagione 2013-2014.

## Stagione
Concluse al settimo posto il campionato, molto lontano dalle posizioni di veritice.
Riuscì, però, a vincere la Coppa di Russia, ottenendo l'accesso all'Europa League: ai sedicesimi di finale superò l'Angušt Nazran' (club di seconda serie) in trasferta, mentre agli ottavi approfitta del ritiro dell'Alanija Vladikavkaz per passare il turno a tavolino. Il sorteggio dei quarti di finale è fortunato: incontra in caso il Rotor, club di seconda serie, eliminandolo con un netto 3-0 casalingo. Anche in semifinale incontra un club di seconda serie: si tratta del Luč-Ėnergija che viene battuto in casa per 3-1.
Nella finale dell'Anži-Arena di Kaspijsk, incontra il Krasnodar, unico avversario della Prem'er-Liga 2013-2014 affrontato: l'incontro finisce 0-0 anche dopo i supplementari e nei rigori ad oltranza l'errore di Jurij Gazinskij e il gol di Igor Lolo regalano la prima coppa ai gialloblu.

## Rosa
| N. |                          | Ruolo | Calciatore                 |
| -- | ------------------------ | ----- | -------------------------- |
| 1  | Croazia (bandiera)       | P     | Stipe Pletikosa (capitano) |
| 2  | Bielorussia (bandiera)   | C     | Cimafej Kalačoŭ            |
| 3  | Russia (bandiera)        | D     | Arsenij Logašov            |
| 5  | Russia (bandiera)        | D     | Vitalij D'jakov            |
| 7  | Russia (bandiera)        | C     | Aleksandr Šešukov          |
| 8  | Ucraina (bandiera)       | C     | Ihor Chudob"jak            |
| 9  | Gabon (bandiera)         | C     | Guélor Kanga               |
| 10 | Russia (bandiera)        | A     | Artëm Dzjuba               |
| 11 | Corea del Sud (bandiera) | A     | Yoo Byung-soo              |
| 13 | Russia (bandiera)        | A     | Maksim Lepskiy             |
| 14 | Russia (bandiera)        | A     | Dmitrij Poloz              |
| 15 | Angola (bandiera)        | D     | Bastos                     |
| 16 | Bielorussia (bandiera)   | P     | Anton Amel'čanka           |
| 18 | Russia (bandiera)        | C     | Azim Fatullaev             |

| N. |                           | Ruolo | Calciatore              |
| -- | ------------------------- | ----- | ----------------------- |
| 19 | Croazia (bandiera)        | D     | Hrvoje Milić            |
| 21 | Russia (bandiera)         | C     | Choren Bajramjan        |
| 22 | Russia (bandiera)         | C     | Igor' Kireev            |
| 24 | Francia (bandiera)        | A     | Florent Sinama-Pongolle |
| 27 | Costa d'Avorio (bandiera) | D     | Igor Lolo               |
| 34 | Russia (bandiera)         | D     | Timofej Margasov        |
| 42 | Russia (bandiera)         | C     | Artëm Kulišev           |
| 49 | Georgia (bandiera)        | C     | Jano Ananidze           |
| 55 | Sudafrica (bandiera)      | D     | Siyanda Xulu            |
| 77 | Russia (bandiera)         | D     | Kamil' Agalarov         |
|    | Russia (bandiera)         | C     | Roman Emel'janov        |
|    | Armenia (bandiera)        | D     | Varazdat Haroyan        |
| 84 | Moldavia (bandiera)       | C     | Alexandru Gațcan        |
| 99 | Serbia (bandiera)         | A     | Nemanja Nikolić         |

## Risultati

### Campionato
| Rostov sul Don 15 luglio 2013 1ª giornata | Rostov | 2 – 1 referto | Terek Groznyj | Stadio Olimp-2 |

| Rostov sul Don 21 luglio 2013 2ª giornata | Rostov | 2 – 2 referto | Krasnodar | Stadio Olimp-2 |

| Rostov sul Don 27 luglio 2013 3ª giornata | Rostov | 3 – 0 referto | Tom' Tomsk | Stadio Olimp-2 |

| Kaspijsk 2 agosto 2013 4ª giornata | Anži | 0 – 1 referto | Rostov | Anži-Arena |

| Rostov sul Don 19 agosto 2013 5ª giornata | Rostov | 4 – 0 referto | Volga Nižnij Novgorod | Stadio Olimp-2 |

| Mosca 26 agosto 2013 6ª giornata | Lokomotiv Mosca | 5 – 0 referto | Rostov | Stadio Lokomotiv |

| Chimki 1º settembre 2013 7ª giornata | Dinamo Mosca | 1 – 1 referto | Rostov | Arena Chimki |

| Mosca 14 settembre 2013 8ª giornata | CSKA Mosca | 1 – 0 referto | Rostov | Stadio Ėduard Strel'cov |

| Rostov sul Don 22 settembre 2013 9ª giornata | Rostov | 0 – 4 referto | Zenit San Pietroburgo | Stadio Olimp-2 |

| Perm' 26 settembre 2013 10ª giornata | Amkar Perm' | 1 – 0 referto | Rostov | Stadio Zvezda |

| Rostov sul Don 30 settembre 2013 11ª giornata | Rostov | 1 – 1 referto | Ural | Stadio Olimp-2 |

| Krasnodar 6 ottobre 2013 12ª giornata | Kuban' | 2 – 2 referto | Rostov | Stadio Kuban' |

| Rostov sul Don 20 ottobre 2013 13ª giornata | Rostov | 1 – 2 referto | Kryl'ja Sovetov Samara | Stadio Olimp-2 |

| Mosca 26 ottobre 2013 14ª giornata | Spartak Mosca | 2 – 0 referto | Rostov | Stadio Lokomotiv |

| Rostov sul Don 3 novembre 2013 15ª giornata | Rostov | 0 – 0 referto | Rubin | Stadio Olimp-2 |

| Ekaterinburg 8 novembre 2013 16ª giornata | Ural | 1 – 4 referto | Rostov | Stadio Centrale di Kazan' |

| San Pietroburgo 22 novembre 2013 17ª giornata | Zenit San Pietroburgo | 0 – 2 referto | Rostov | Stadio Petrovskij |

| Rostov sul Don 2 dicembre 2013 18ª giornata | Rostov | 0 – 0 referto | CSKA Mosca | Stadio Olimp-2 |

| Rostov sul Don 8 dicembre 2013 19ª giornata | Rostov | 0 – 1 referto | Spartak Mosca | Stadio Olimp-2 |

| Rostov sul Don 10 marzo 2014 20ª giornata | Rostov | 0 – 0 referto | Kuban' | Stadio Olimp-2 |

| Samara 15 marzo 2014 21ª giornata | Kryl'ja Sovetov Samara | 0 – 2 referto | Rostov | Stadio Metallurg (Samara) |

| Rostov sul Don 21 marzo 2014 22ª giornata | Rostov | 3 – 3 referto | Amkar Perm' | Stadio Olimp-2 |

| Kazan' 29 marzo 2014 23ª giornata | Rubin | 1 – 2 referto | Rostov | Stadio Rubin |

| Krasnodar 6 aprile 2014 24ª giornata | Krasnodar | 0 – 2 referto | Rostov | Stadio Kuban' |

| Groznyj 12 aprile 2014 25ª giornata | Terek Groznyj | 3 – 0 referto | Rostov | Achmat-Arena |

| Nižnij Novgorod 21 aprile 2014 26ª giornata | Volga Nižnij Novgorod | 2 – 1 referto | Rostov | Stadio Lokomotiv |

| Rostov sul Don 27 aprile 2014 27ª giornata | Rostov | 1 – 1 referto | Anži | Stadio Olimp-2 |

| Rostov sul Don 2 maggio 2014 28ª giornata | Rostov | 2 – 3 referto | Dinamo Mosca | Stadio Olimp-2 |

| Rostov sul Don 11 maggio 2014 29ª giornata | Rostov | 2 – 0 referto | Lokomotiv Mosca | Stadio Olimp-2 |

| Tomsk 15 maggio 2014 30ª giornata | Tom' Tomsk | 3 – 2 referto | Rostov | Trud Stadium |

### Coppa di Russia
| Nazran' 30 ottobre 2013 Sedicesimi di finale | Angušt Nazran' | 0 – 1 referto | Rostov | Central'nyj stadion im. R. Auševa |

| Rostov sul Don 2 marzo 2014 Ottavi di finale | Rostov | 3 – 0 referto | Alanija Vladikavkaz | Stadio Olimp-2 |

| Rostov sul Don 26 marzo 2014 Quarti di finale | Rostov | 3 – 0 referto | Rotor | Stadio Olimp-2 |

| Rostov sul Don 17 aprile 2014 Semifinali | Rostov | 3 – 1 referto | Luč-Ėnergija | Stadio Olimp-2 |

| Arbitro: | Sergej Karasëv |

|                                                           |                      |                                                             |
| Granqvist Abreu Laborde Joazinho Ari Sigurðsson Gazinskiy | Tiri di rigore 5 – 6 | Milic Poloz D'jakov Sinama Pongolle Dzjuba Gațcan Igor Lolo |